# Hunstrup
Hunstrup er en landsby i Hunstrup Sogn i Thisted Kommune.
I byen findes landsbykirken Hunstrup Kirke, der daterer sig tilbage til begyndelsen af 1500-tallet.
Ved Hunstrup lå herregården Kølbygård, der første gang omtales omkring 1400. Gården var dengang formentlig blot en almindelig bondegård, men den omtales som herregård i 1625. Gården var i 1400 ejet af Vinranke-munkene. I 1405 er gården registreret som ejet af Christiern Nielsen, der var søn af rigskansler Niels Jensen Munk.
Hunstrup var et stop på den tidligere Thisted-Fjerritslev Jernbane. 

## Historiske indbyggertal
| År   | Indbyggere |
| ---- | ---------- |
| 1801 | 336        |
| 1850 | 437        |
| 1901 | 433        |
| 1930 | 623        |
| 1955 | 541        |